# Chitre (Parbat)
Chitre – gaun wikas samiti w zachodniej części Nepalu w strefie Dhawalagiri w dystrykcie Parbat. Według nepalskiego spisu powszechnego z 2001 roku liczył on 509 gospodarstw domowych i 2229 mieszkańców (1211 kobiet i 1018 mężczyzn).